# Scott Henderson (golfer)
Scott Henderson (10 september 1969) is een golfprofessional uit Aberdeen, Schotland. Hij heeft van 1997-1999 op de Europese PGA Tour gespeeld.
Henderson werd door zijn vader in 1983 naar het Brits Open meegenomen en vanaf dat moment wilde hij golfpro worden. Van 1986-1988 speelde hij voor het nationale jeugdteam.

## Loopbaan
Henderson werd in 1992 professional en is vijftien keer naar de Tourschool geweest. In 1996 haalde hij een spelerskaart voor de Europese Tour van 1997, waarna hij twee jaar zijn speelrecht behield. Zijn beste resultaat was een 2de plaats bij het Zwitser Open in 1997, en aan het einde van het seizoen kreeg hij de Sir Henry Cotton Rookie of the Year Award. In 1998 begon het seizoen slecht, maar door een 6de plaats bij het Duits Open

In 1999, zijn derde seizoen, speelde hij 33 toernooien, wat als erg veel wordt gezien, maar hij verdiende te weinig en verloor zijn kaart. Sindsdien speelde hij nog ruim 50 toernooien op de Challenge Tour.
Henserson speelt veel Pro-Ams en won er vier in 2011 en acht in 2012. In 2012 werd hij in het team van de PGA Cup opgenomen, die in september 2013 op Slaley Hall, Northumberland, gespeeld wordt. Hij plaatste zich door de Titleist PGA Play-off op de Antalya Golf Club in de play-off te winnen. Hierdoor mag hij in 2013 ook meedoen aan het BMW PGA kampioenschap op Wentworth.

### Gewonnen
Tartan Tour
- 1996: Northern Open
- 2008: Carnegie Invitational
- 2011: Glenmuir Kingsbarns Fourball (met Creig Hutcheon)
- 2012: Titleist PGA Play-off, Glenmuir Kingsbarns Fourball, Optical Express 36 Hole OOM Tournament